# W. Weibull AB
W. Weibull AB var från 1929 namn på det 1870 grundade företaget Weibulls utsädesaffär och växtförädlingsanstalt, vilket hade sitt säte på Weibullsholm, en lantgård i Landskrona och intill liggande Örja socken. 
Detta företag grundades av lantbrukaren Walfrid Weibull (1833–1903), som 1870 började försäljning av rotfruktsfrö, delvis skördat på egna odlingar, men till större delen inköpt från utlandet. Såväl affären som de egna fröodlingarna växte med tiden, och särskilt vann Weibulls frö av dansk bortfelder-rova stort anseende för jämn och god beskaffenhet samt lämplighet för svenska förhållanden. 
Vid fröodlingen infördes ett allt strängare urval av fullt typiska och välformade rötter, och denna urvalsmetod utvecklades vidare efter vetenskapliga grunder, sedan sonen Walter Weibull (1874–1911) efter botaniska studier vid Lunds universitet och besök vid utländska fröodlingsanstalter efter mitten av 1890-talet övertagit ledningen av fröodlingen.
Anstalten försågs med vetenskaplig utrustning och ställdes under vetenskapligt utbildade ledare och ett år för år utvidgat urvalsarbete, grundat på jämförande odling av avkomman efter enskilda plantor (pedigreemetoden). Bland de forskare som i början av 1900-talet var verksamma vid Weibullsholm märks Birger Kajanus och Nils Heribert-Nilsson, medan ledningen övertogs av Harry Weibull (1875–1946), andre son till grundläggaren. Verksamheten utökades efterhand till att omfatta vallväxter och säd. Åren 1914–18 tillkom en särskild avdelning för rationell förädling av köksväxter, vilken utvidgats att omfatta även förädling av prydnadsväxter. Från 1924 tilldelades anstalten statsanslag för växtförädlingen. Förutom vad gäller rotfrukterna gjordes viktiga insatser beträffande veteförädling och köksväxter. Weibulls sorter kom även i betydande omfattning att odlas även i främmande länder.
William Weibull blev 1946 verkställande direktör, medan förädlingsarbetet stod under ledning av Herbert Lamprecht. Under efterkrigstiden skedde även en rad företagsförvärv, däribland Hallands frökontor (1965) och AB Algot Holmberg & Söner 1966. År 1980 övertogs W. Weibull AB av AB Cardo och 1986 blev Volvo AB ägare. Bolaget tillhörde därefter Volvos livsmedelsgrupp Proventus intill 1989, då det kom det att tillhöra Procordia innan bolaget 1993 fusionerades med Svalöfs AB och bildade Svalöf Weibull AB. Idag ägs Svalöf Weibull av Lantmännen Seed, tidigare Lantmännen SW Seed AB.
År 2008 köpte Econova dotterbolaget Weibull Trädgård av Lantmännen Seed.